# Ronald Hofstätter
Ronald Hofstätter (* 28. Jänner 1970 in Wien, Österreich) ist ein österreichischer Spieleautor, Historiker und Tourismusfachmann. Er ist Autor von Büchern, Brett- und Onlinespielen, der für seine Arbeit als Spieleautor eine Reihe von Auszeichnungen erhalten hat. Er erstellt auch innovative Kultur- und Tourismuskonzepte. Zurzeit lebt Hofstätter als Fußballtrainer und Künstler in Klosterneuburg.

## Leben
Ronald Hofstätter wurde als einziger Sohn der Gastronomiefamilie Edith und Alexander Hofstätter in Wien geboren. Er studierte an der Universität Wien Geschichte, Publizistik und Politikwissenschaften und schloss sein Studium 1996 mit der Diplomarbeit „Die Dunkle Seite der Leinwand – der deutsche expressionistische Stummfilm bis 1933“ mit Auszeichnung ab. Sein zweites Spezialthema ist die „mittelalterliche Burg“.
Bis 1993 arbeitete er hauptberuflich als Tageszeitungsjournalist und lernte den Beruf des Fotografen. 1998 war er Co-Leiter der archäologischen Ruinen-Grabung in Hornstein/Burgenland. 1999 machte er sich als Kreativer selbstständig und gründete „White Castle Games & Infotainment“ so wie „Kultur & Tourismus Management“. 2007 kam „TIME:TRAVELLER“ hinzu, dessen Aufbau von der Stadt Wien als innovatives Tourismusprojekt gefördert wurde.
2011 zog sich Hofstätter aus seiner Kreativ-Agentur White Castle zurück. Hofstätter ist seit dem freischaffender Autor, Künstler und Trainer.
Seit 2010/2012 Vater von zwei Söhnen lebt und arbeitet Ronald Hofstätter in Klosterneuburg.
Er engagiert sich für Kinder, veranstaltet Workshops und Tanzveranstaltungen u. a. zum Thema Aggressionsabbau und Selbstentfaltung.
Hofstätter ist seit 2019 lizenzierter UEFA Kinder-, Jugend- und Erwachsenentrainer und arbeitete u. a. für den FC Klosterneuburg, FAC Floridsdorf, TSV Hartberg und als Campleiter und Trainer für Real Madrid Jugend-Camps.
In seinem Tätigkeitsfeld als Künstler malt er, macht Figuren und Fotografien und stellt diese aus.

## Werkbereich Spiele
2003 erfolgte die Gründung der internationalen Kreativagentur White Castle mit Sitz im Wiener MuseumsQuartier. Er arbeitet mit internationalen Autoren und lehrt ihnen das Handwerk des Spiele-Erfindens. Über 20 Jungautoren kamen über White Castle zu Erstveröffentlichungen. Seit 2005 ist Hofstätter u. a. unabhängiger Berater der Firma Hasbro und Ideenscout in Europa. Seit 2009 auch für den Verlag Pegasus. Weiter ist Hofstätter Ehrenmitglied der Wiener Spieleakademie und war bis 2010 Mitglied der internationalen Autorengewerkschaft SAZ.
2003 gründete er den bis heute wöchentlich stattfindenden White Castle-Spieleautorenstammtisch aus dem bis heute dutzende, nun international erfolgreiche Autoren, hervorgegangen sind.

## Ludografie (Auswahl)
Als Autor
- 1996: Österreich-Quiz, Verlag Wolf-Dieter Hugelmann
- 2000: Lauf, kleiner Tiger, Verlag Heros
- 2000: Die Farm der kleinen Bären, Verlag Heros
- 2001: Im Zeichen des Kreuzes, Verlag Queen Games, Co-Autor Philipp Hugelmann
- 2001: Venezia, Verlag Queen Games
- 2003: Venga Venga, Verlag Selecta, Co-Autor Arno Steinwender, Spiele Hit für Kids 2004, Japanischer Brettspielpreis 2005
- 2004: Zappelfische, Verlag Ravensburger, Co-Autor Arno Steinwender
- 2005: Schildi Schildkröte, Verlag HABA, nominiert zum Kinderspiel des Jahres 2005, Spiele Hit für Kids 2005
- 2006: Wiener Sammelsurium, Verlag Piatnik, Co-Autor Harald Havas
- 2007: Schweizer Sammelsurium, Verlag Piatnik, Co-Autor Harald Havas
- 2007: Bayerisches Sammelsurium, Verlag Piatnik, Co-Autor Harald Havas
- 2007: Österreichisches Sammelsurium, Verlag Piatnik, Co-Autor Harald Havas
- 2007: Blöff, Verlag Die Ganze Woche
- 2007: Der kleine Maulwurf und sein Versteckspiel, Verlag Ravensburger
- 2008: Berliner Sammelsurium, Verlag Piatnik, Co-Autor Harald Havas
- 2008: Winnie Pooh, Verlag Trefl
- 2009: Was gibt es Neues?, Verlag Piatnik, Co-Autor „Team White Castle“
- 2009: Nuke Stop, Verlag White Castle, Co-Autor Klemens Franz
- 2009: Scooby Doo, Verlag Trefl, Co-Autoren Steinwender, Puhl
- 2010: Tohuwabohu – Einfach tierisch, Verlag Ravensburger mit Co Autoren
- 2010: Tohuwabohu – Berühmt, berüchtigt, Verlag Ravensburger mit Co Autoren
- 2010: Mit Händen und Füßen, Verlag White Castle mit Co-Autoren „Team White Castle“
- 2010: DKT – Dynamic, Verlag Piatnik, Co-Autor „Team White Castle“
- 2010: DKT – Junior, Verlag Piatnik, Co-Autor „Team White Castle“
- 2011: DKT – Wien neu, Verlag Piatnik, Co-Autor „Team White Castle“
- 2011: DKT – Alpen, Verlag Piatnik, Co-Autor „Team White Castle“
- 2011: Cars 2 – Das Spiel, Verlag Ravensburger

Als Agentur (Auswahl)
- 2008: Deukalion, Verlag Hasbro, Spiele Hit für Familien 2008
- 2009: KLICKADO, Verlag Drei Magier, Empfehlungsliste Kinderspiel des Jahres 2009, Deutscher Lernspielpreis2009
- 2009: ADIOS AMIGOS, Verlag Pegasus

Weiter hält Hofstätter als Erfinder das Patent am Powertower, welches in den Spielen Im Zeichen des Kreuzes, Wallenstein und Shogun verwendet wird.

## Werkbereich Kultur und Tourismus
Im Kultur- und Tourismusbereich ist Hofstätter die Vermittlung von Geschichte ein großes Anliegen. Dazu gehört die Bewahrung von Kulturgütern wie Schlösser und Burgen genauso, wie die moderne und visionäre Vermittlung unserer Vergangenheit: „Informationsvermittlung muss ein Erlebnis sein - über Geschichte lernen darf Spaß machen“.

### Projekte im Kultur- und Tourismusbereich (Auswahl)
- 2000: PR- und Eventbetreuung der Kinokette „CITYCINEMAS“ in Wien
- 2003: Organisation und Konzeption des 3-monatigen Festivals „NORD LICHT ZAUBER – Island in der Kristallwelt“ für die Swarovski Kristallwelten in Wattens/Tirol
- 2004: Konzeption und Entwicklung von „sprechenden Fässern“ für die Erholungsregion Bisamberg bei Wien. Machbarkeits- und Entwicklungsstudien für Land und Gemeinden „Schloß Traismauer“ in Niederösterreich. Machbarkeits- und Entwicklungsstudien für Land und Gemeinden „Schloß Kobersdorf“ im Burgenland
- 2005: Konzept für Erlebnisstationen entlang der Mariazellerbahn. Konzept und Consulting für das Unterrichtsministerium zum Thema „Virtuelles Lernen“.
- 2006: Konzept für die Neugestaltung des Ausstellungsbereiches des Heeresgeschichtlichen Museums Wien
- 2007: Start des „Zeitreiseprojektes“ TIME:TRAVELLER. Ein „Virtual Reality“-Projekt im Städtetourismus. Konzepterstellung für die Nachnutzung der Niederösterreichischen Landesausstellung
- 2008: 175 Jahre Sulzer – Online-Game Plattform
- 2009: Kreativkonzeption für ein Steinzeit-Erlebnisareal im Kremstal/Stratzing
- 2009: Wien Tourismus – Interaktiver Online-Adventkalender